# لامبرت هيتشكوك
لامبرت هيتشكوك (بالإنجليزية: Lambert Hitchcock)‏ هو شخصية أعمال أمريكي، ولد في 28 مايو 1795، وتوفي في 1852.